# 维基导游
维基导游（英語：Wikivoyage），粤文版作維基遊埠，是基于Wiki系统，由志愿者撰写的免费互联网旅游指南。项目于2006年9月由德国的同名组织Wikivoyage e.V.发起，于2006年12月10日上线，2012年8月加入维基媒体基金会。项目内容使用知识共享署名-相同方式共享协议授权，因此可供其他用户自由地用作商业用途。同时访客可以免费访问任何内容，并可以自由下载离线版本。对此类计划有害的商业性影响，例如来自旅游业的影响，被排斥于计划之外。

## 历史

### 肇始

Wikivoyage e.V.时期的维基导游标志

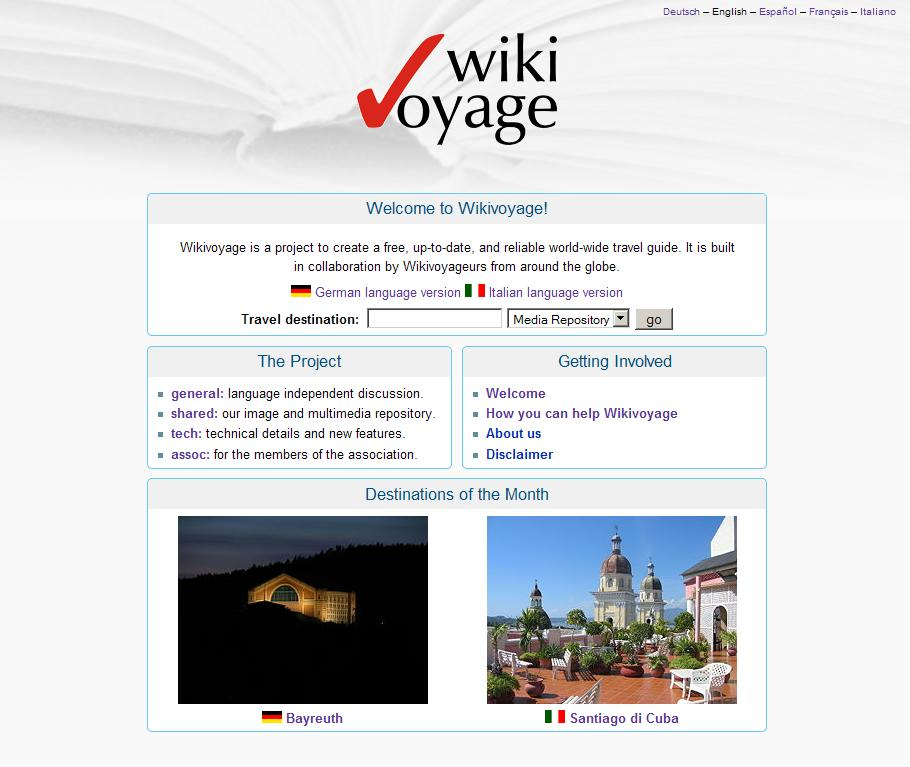
Wikivoyage e.V.时期的维基导游网页截图

维基导游的历史可以回溯到2004年。当年的10月7日，维客旅行（Wikitravel）的许多作者和管理员希望建立起该网站的德语分支。但由于维客旅行的运营权已于2006年4月20日告归Internet Brands所有，wikitravel.org这一域名也不能被再次使用。德语作者们的不满最终导致了维基导游以复刻Wikitravel的方式运行。
准备了一年半之后，Wikivoyage e.V.正式建立。这个新建立的组织既是wikivoyage.org域名的拥有者，也是服务器的所有者。2006年12月10日，维基导游正式以从德语版维客旅行数据库获得的资料开始运行。在运行了七个月后，有了40%的新条目，十个月后这个数字更是增长到了50%。虽然此时的维基导游仍然在所涉及的领域在分类上有不当之处，但建立起了像和埃及、泰国和瑞士等有关的条目及自行车运动的分类。
2007年12月10日，意大利语版维基导游也正式上线。多媒体数据的组织和由用户担任的管理员已准备好建立其他语言的分支。
该项目引来了一些媒体的报道，特别是瑞士的广播和报纸。苏黎世报纸《Tages-Anzeiger》和瑞士电台DRS1报道了这个项目并讨论了存在的问题。这个项目主要受德国和瑞典的编者支持。

### 收归维基媒体基金会所有

併入維基媒體基金會後至2013年8月使用之標誌

2012年，在经过了对维客旅行及Internet Brands长时间的不满后，有人提议把维基导游合并到维基媒体基金会的诸多项目中。此后，维基导游的用户们同意将Wikitravel e.V.时代的内容再次复刻到新网站中。
为了准备2012年8月2日的迁移，维基导游和其资源（包括图片、媒体等）被作为数据库的dump文件下载。MediaWiki软件支持复刻，然而维客旅行预先阻止了这个进程。8月23日，维基媒体基金会的一次投票以540票赞成、152票反对通过了基金会建立旅游指南Wiki的决议。作为合并的一部分，Wikivoyage e.V.组织的名称被保留。
2012年9月，Internet Brands向维客旅行管理员Ryan Holliday、维基百科管理员詹姆斯·海爾曼提出诉讼，称维基导游此举侵犯了前者的商标权，而且在决议中有商业上的不当行为影响到他们的网站。而被告人及基金会均以SLAPP（就是以看似合理的法律依据制止、压制或阻挠人们从事完全合法活动的初衷）的案例拒绝。2012年11月19日，美国加利福尼亚中区联邦地区法院判决Internet Brands败诉。

## 競爭者
- 維客旅行，21種語言，Alexa排名 2,456(2013年10月)，中文版目前仍处于远征阶段，持有者Internet Brands，推出時間2003年7月。

## 架构
采取Wiki模式的维基导游由全球贡献者共建。条目涵盖不同层次的地理特殊性，从大陆到城区，逻辑上联系到层次结构上，小地点被大地点的条目覆盖。该计划还包含旅游话题、会话手册和建议行程。
文章條目依照地理層次安排，並大致基于「該地是否能夠住宿」的簡單規則，分出不同目的地。
层次包括：
- 各大洲
- 大陆的部分（如东南亚）
- 国家
- 国家的地区（省、县、州、联邦）
- 任何规模的城市，包含适合旅游的小存档
- 大城市的某区
- 向旅客提供住宿的国家公园

在各目的地文章條目中，多有列出各餘興去處，如：酒店、餐廳、酒吧、商店、夜总会、旅游运营商、博物馆、雕像等艺术品、城市公园、城市广场或街道、节日或活动、交通系统或站点、水体、无人岛等等。

### 旅行路線
旅行路線提供景点参观建议逗留时间和相关路线，有些路线跨地理区域，但定义明确。

### 會話手冊
會話手冊包含：
1. 语言的概述。简单介绍历史，适用范围（何处使用、使用者人数），字母及符号集，关于该语言的一般性信息。
2. 发音指南。描述该语言的每个书写符号（字母），每个符号的发音。
3. 短语列表。短语列表包含翻译词汇，短语的拼写及发音。

### 旅行话题
旅行话题的条目专用于介绍特定旅游景点、不同地区的主要活动、区域指南及水肺潜水地点等专业旅游资讯，旨在引发游客的兴趣。旅游提示几乎适用于所有景点。

## 组织与运行

### 软件
和维基百科一样，维基导游使用的也是MediaWiki软件，使用这个软件的目的就是让所有人都能够使用上自由的旅行指南。

### 授权
维基导游的文字内容使用的是CC BY-SA 3.0协议，而非GNU自由文档协议。使用这一授权的目的是维基导游上的内容可能来自纸质资源，而媒体内容仍然使用知识共享和GNU的双协议。

### 内容结构
在维基导游，内容被以MediaWiki分类的形式安排，而导航则采用“面包屑导航”，使内容能按照地理顺序排列，还可以显示出条目之间的关系。名字空间的使用也使内容层次更加分明。主名字空间被用来存放旅游目的地。“每月目的地”和“特色旅行话题”名字空间则以存档的形式揭示目的地之间的关系。此外，维基导游的主页设计是社群讨论的结果，而不是由组织规定。

### 语言
维基导游现有25种活跃语言，如下表所示；而阿拉伯语、印尼语、马来语、匈牙利语、韩语、泰米尔语、乌尔都语、吴语等版本正在测试之中，用户可通过维基孵育场访问这些测试版。
以下為維基導遊各語言版本列表，上次更新於2021年10月5日08:27（UTC）。： 
| №  | 語言       | 語言（本稱） | Wiki | 條目  | 頁面總數 | 編輯次數 | 管理員 | 註冊用戶 | 活躍用戶 | 圖像  |
| -- | ---------- | ------------ | ---- | ----- | -------- | -------- | ------ | -------- | -------- | ----- |
| 1  | 英语       | English      | en   | 31750 | 166197   | 4594715  | 41     | 2280825  | 474      | 1778  |
| 2  | 德语       | Deutsch      | de   | 20091 | 100976   | 1500246  | 12     | 48384    | 115      | 719   |
| 3  | 波兰语     | Polski       | pl   | 12713 | 15179    | 134841   | 2      | 14265    | 30       | 0     |
| 4  | 意大利语   | Italiano     | it   | 11056 | 39744    | 766652   | 6      | 32934    | 45       | 0     |
| 5  | 波斯语     | فارسی        | fa   | 8666  | 28800    | 118446   | 3      | 14133    | 18       | 24    |
| 6  | 法语       | Français     | fr   | 8349  | 24901    | 519232   | 6      | 48484    | 45       | 80    |
| 7  | 俄语       | Русский      | ru   | 6526  | 31552    | 553161   | 5      | 35172    | 70       | 14201 |
| 8  | 中文       | 中文         | zh   | 5388  | 23770    | 187669   | 5      | 15755    | 47       | 185   |
| 9  | 荷兰语     | Nederlands   | nl   | 4251  | 12487    | 144652   | 4      | 15452    | 18       | 0     |
| 10 | 葡萄牙语   | Português    | pt   | 3973  | 9729     | 136012   | 1      | 15756    | 21       | 0     |
| 11 | 西班牙语   | Español      | es   | 3089  | 10958    | 194297   | 2      | 26420    | 43       | 0     |
| 12 | 希伯来语   | עברית        | he   | 2429  | 15914    | 251507   | 2      | 9813     | 16       | 123   |
| 13 | 越南語     | Tiếng Việt   | vi   | 1915  | 61099    | 108837   | 2      | 9985     | 15       | 0     |
| 14 | 芬兰语     | Suomi        | fi   | 1789  | 3922     | 56554    | 1      | 2766     | 8        | 0     |
| 15 | 瑞典语     | Svenska      | sv   | 1533  | 10597    | 89792    | 3      | 11208    | 10       | 0     |
| 16 | 希腊语     | Ελληνικά     | el   | 1426  | 2751     | 26224    | 1      | 4642     | 9        | 1     |
| 17 | 世界语     | Esperanto    | eo   | 1085  | 3139     | 50231    | 2      | 718      | 9        | 0     |
| 18 | 乌克兰语   | Українська   | uk   | 1013  | 3021     | 33945    | 2      | 6204     | 14       | 5     |
| 19 | 孟加拉语   | বাংলা           | bn   | 988   | 2849     | 25836    | 2      | 2873     | 18       | 0     |
| 20 | 罗马尼亚语 | Română       | ro   | 911   | 2686     | 21290    | 1      | 2965     | 7        | 0     |
| 21 | 日語       |              | ja   | 875   | 3603     | 32199    | 2      | 2665     | 34       | 0     |
| 22 | 土耳其語   | Türkçe       | tr   | 419   | 2359     | 11917    | 3      | 1235     | 14       | 0     |
| 23 | 普什图语   | پښتو         | ps   | 317   | 899      | 6769     | 1      | 675      | 4        | 0     |
| 24 | 撣語       | လိၵ်ႈတႆ          | hi   | 145   | 1778     | 6461     | 2      | 277      | 10       | 0     |
| 25 | 印地語     | हिन्दी          | hi   | 115   | 555      | 7045     | 1      | 1774     | 9        | 0     |

### 内容分发
根据维基导游的内容协议，对该网站内容的镜像处理属合法行为。存档按每周一次更新。这些存档均具有合法的授权（如作者的署名）。网站正在开发一个显明图片作者的插件。而相同方式共享的方式便于简化分发过程，这样就无需在分发时对法律文件做出声明。